# Księgowy (film 2016)
Księgowy (ang.: The Accountant) – amerykański dramat sensacyjny w reżyserii Gavina O’Connora, którego premiera miała miejsce 10 października 2016 roku w Grauman’s Chinese Theatre w Hollywood.

## Fabuła
Autystyczny Christian Wolff (Ben Affleck) pracuje jako księgowy. Wcześniej pracował dla organizacji przestępczych, a teraz został zatrudniony w firmie robotycznej. Jego zadaniem jest wyjaśnienie niezgodności w finansach. Po tym, jak Dana (Anna Kendrick) znajduje wyjaśnienie problemu, okazuje się, że zlecono ich zamordowanie. Wolff stara się ochronić siebie i Danę oraz znaleźć zleceniodawców. Dodatkowo musi uciekać przed Departamentem Skarbu.

## Obsada
Źródło – Metacritic
- Ben Affleck jako Christian Wolff
- Anna Kendrick jako Dana Cummings
- J.K. Simmons jako Ray King
- Jon Bernthal jako Brax
- Jeffrey Tambor jako Francis Silverberg
- Cynthia Addai-Robinson jako Marybeth Medina
- John Lithgow jako Lamar Black

## Odbiór
Księgowy otrzymał mieszane recenzje od krytyków. W agregatorze Metacritic średnia ocen od recenzentów wynosi 51/100 (na podstawie 45 recenzji). Natomiast w serwisie Rotten Tomatoes 52% recenzji zebranych od krytyków było pozytywnych, a średnia z ocen wynosi 5,7/10 (na podstawie 253 recenzji).
Film zarobił 155,2 miliona dolarów amerykańskich (86,3 mln w Stanach Zjednoczonych oraz 68,9 mln w pozostałych krajach) przy budżecie wynoszącym 44 miliony.